# Langues tchoukotko-kamtchatkiennes-amouriques
Les langues tchoukotko-kamtchatkiennes-amouriques forment une famille de langues hypothétique. Elle inclurait les langues tchoukotko-kamtchatkiennes et le nivkhe (parfois considéré comme une famille de langues appelée "langues amouriques" ou "langues nivkhiques",), des langues parlées en Extrême-Orient russe.

## Classification interne
Ci-dessous, la classification interne de cette famille de langues hypothétique. Les dialectes sont en italique et les langues éteintes sont signalées avec une "†".
- langues tchoukotko-kamtchatkiennes-amouriques (?)
  - langues amouriques
    - nivkhe[4]
      - nivkhe de l'Amour et de l'Ouest de Sakhaline[5]
        - nivkhe de l'Amour
        - nivkh de Sakhaline de l'Ouest

      - nivkhe de Sakhaline du Nord†[2]

    - nighvng[6]
      - nivkhe de Sakhaline de l'Est
      - nivkhe de Sakhaline du Sud†[2]

  - langues tchoukotko-kamtchatkiennes
    - langues tchoukotiennes
      - tchouktche[7]
        - chaun
        - enmylinskij
        - enurmin
        - nunligranskij
        - pevekskij
        - uellanskij
        - xatyrskij
        - yanrakinot

      - langues koriak-alioutor
        - alioutor[8]
          - alutorskij
          - karaginskij
          - palanskij

        - langues koriak-kerek
          - koriak[9]
            - apuka
            - cavcuvenskij
            - itkan
            - kamen
            - paren

          - kerek†[10]
            - khatyrka
            - mainypilgino
            - majngapilgino
            - xatyrka/kerek du Sud

    - langues kamtchatkiennes
      - itelmène ou kamtchadale occidental[11]
        - sedanka
        - xajrjuzovskij

      - kamtchadale oriental†[12]
        - kamtchadale de l'Est
        - uka

      - kamtchadale méridional†

## Preuves

### Preuves archéologiques
Selon Levin (1963), le lieu d'origine des premiers "Paléoasiatiques Nord-orientaux" était les côtes septentrionales de la Mer d'Okhotsk, où des fouilles archéologiques ont permis de trouver des habitations semblables à celles des Nivkhes et des Kamtchadales (celles-ci font partie de la culture koriak ancienne, qui a existé au cours du Ier millénaire av. J.-C. Concernant les Nivkhes, ils descendraient des tout premiers habitants des bouches de l'Amour dont ils occupent désormais les côtes à proximité. La culture d'Okhotsk (Ve siècle - XIIIe siècle après J.-C.), qui s'est étendue à Sakhaline, au Nord d'Hokkaidō, et au Sud des îles Kouriles, aurait été peuplée par les Nivkhes. Vasil'evskii (1969) suggère que les cultures koriak ancienne et d'Okhotsk sont apparentées. Les Koriaks anciens auraient peut-être assimilé linguistiquement les peuples de la culture Tarya, à l'intérieur du Kamtchatka.
Le linguiste Michael Fortescue affirme que l'ancêtre commun des langues tchukotko-kamtchakiennes-amouriques était parlé 4 000 ans avant J.-C. dans la région du Bas-Amour,.

## Critiques
Selon Glottolog, « Les parallèles avec le tchoukotko-kamtchatkien sont insuffisants pour conclure relation généalogique. ».
Selon Andreas Hölzl, bien qu'y ait des raisons de penser que ces deux familles sont apparentées, cette hypothèse reste improuvée.